# Mercedes-Benz O 3500
Le Mercedes-Benz O 3500 est un véhicule de transport de personne de type autobus et autocar, lancé par le groupe Daimler-Benz en décembre 1949. Sa fabrication pris fin en 1955.

## Historique
À partir de 1954, il est remplacé par le Mercedes-Benz O 321 H, un autobus plus moderne, à cabine avancée et à caisse autoportante.

## Caractéristiques
Le O 3500 dérive du camion Mercedes-Benz L 3500.
Il fut proposé en plusieurs versions, avec baies panoramiques en toiture ou sans. Selon les versions, ils contenaient 20 à 37 places assises et 0 à 23 places debout.

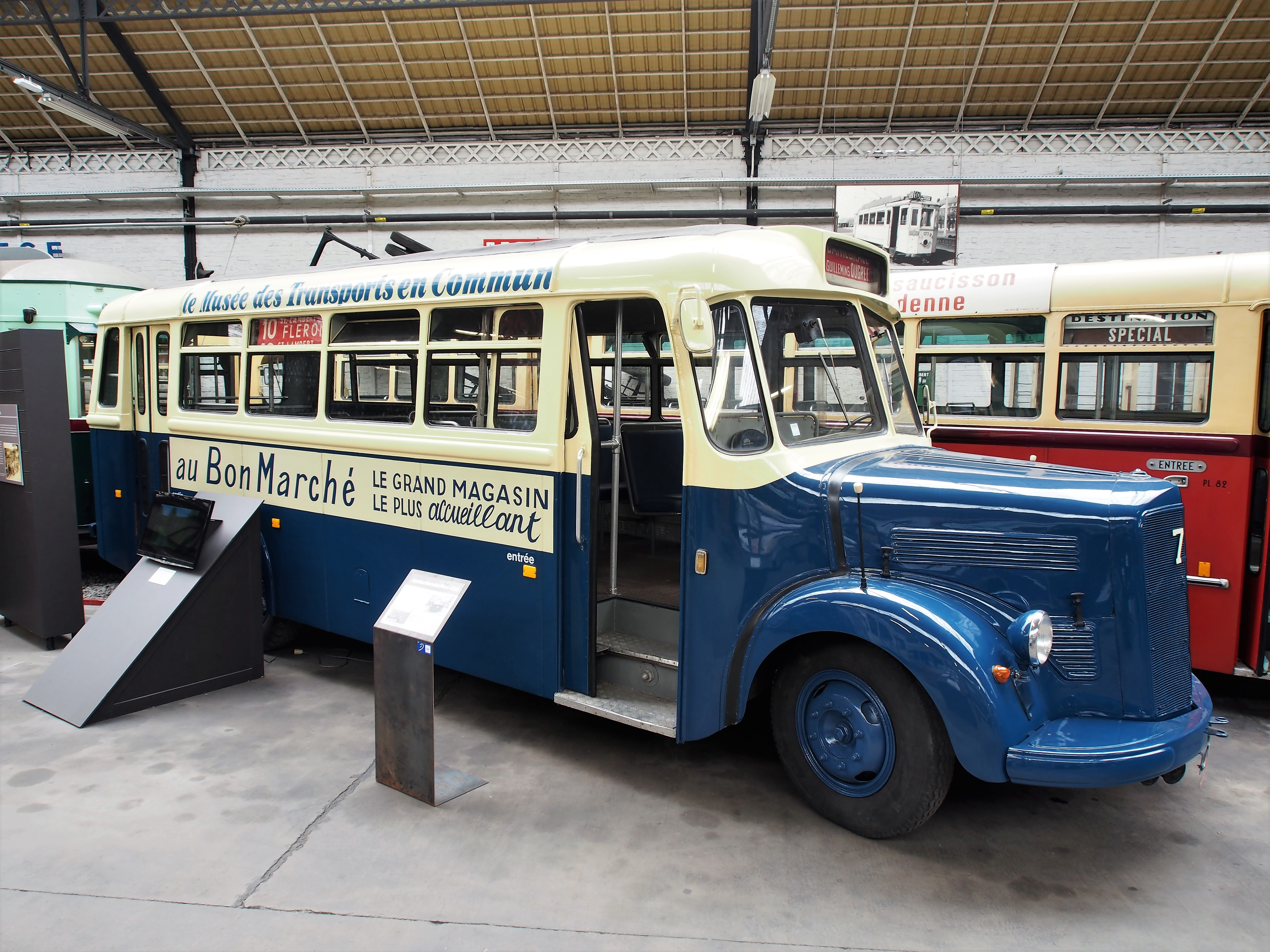
Version à carrosserie Jonckheere utilisée à Liège pour le transport urbain.
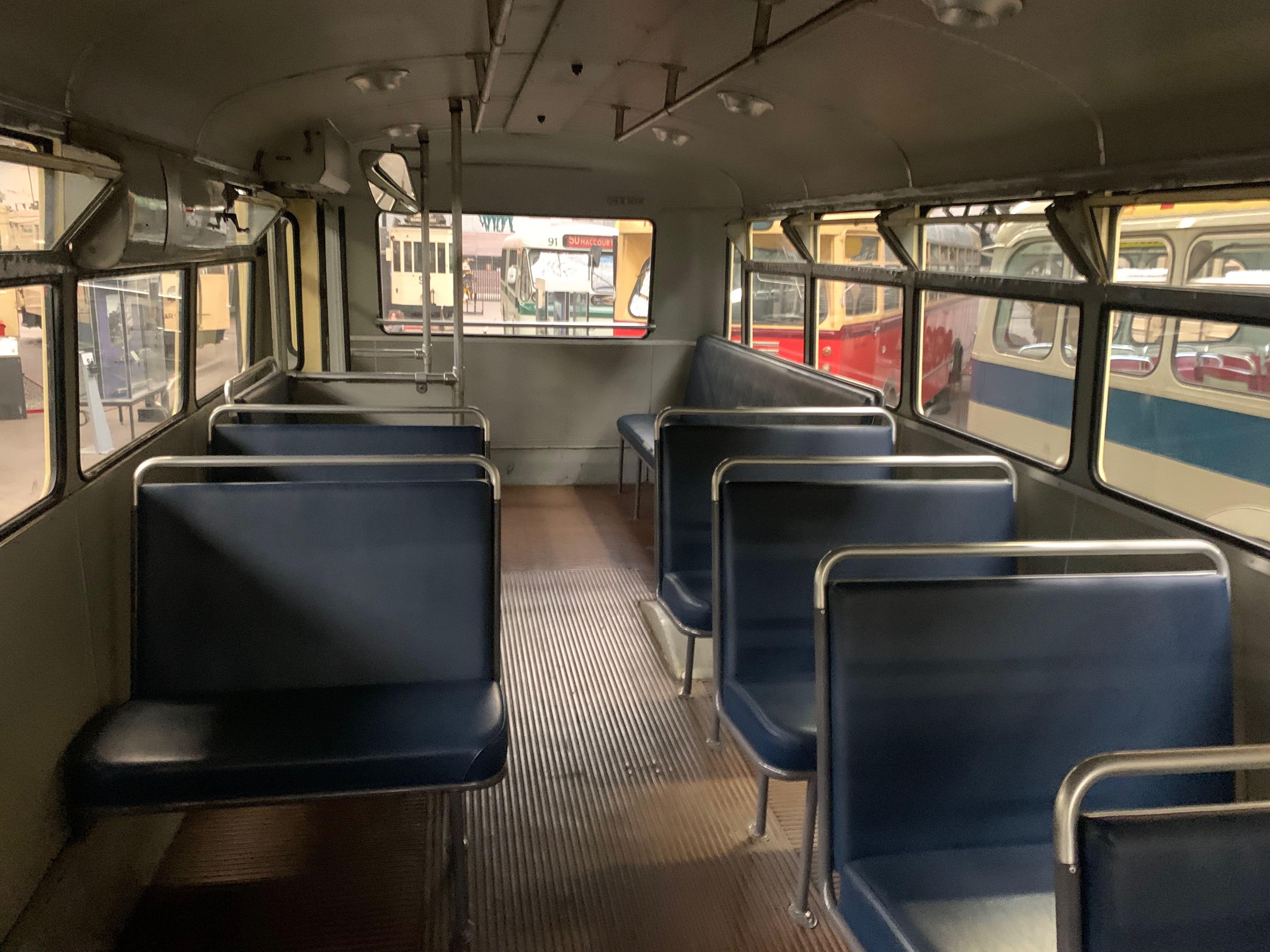
Vue intérieur de la version urbain.

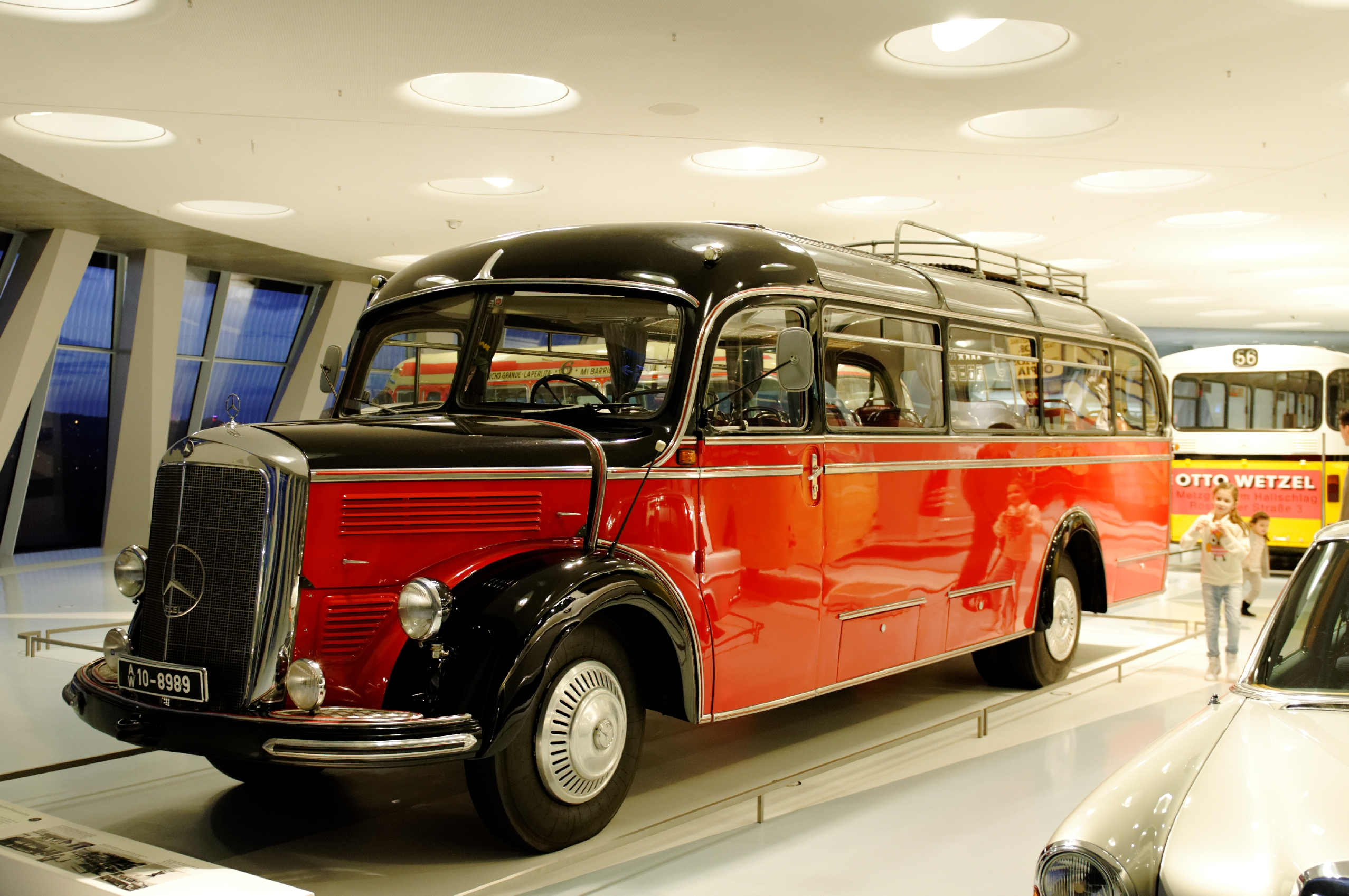
Un O 3500 du musée Mercedes-Benz de Stuttgart.